# Guhrova chatka
Guhrova chatka (polsky Domek Guhra, Domek Nanrciarski Guhra, německy Guhr - Hütte, Guhr - Skihütte) byla chata ve Velické dolině ve Vysokých Tatrách.

## První skokanský můstek v Tatrách
V dolní zalesněné části Velické doliny vedle silnice vedoucí z Tatranské Polianky k Velickému plesu postavil lékař a majitel Tatranské Polianky Michal Guhr v roce 1911 nejprve sněhový můstek, na kterém vítěz první veřejné skokanské soutěže Bruno Weiss skočil devět a půl metru. V roce 1912 zde již stál první malý dřevěný lyžařský můstek, na kterém lyžaři skákali až 25 m. Později, v roce 1925, nad osadou v ústí Velické doliny postavil velký skokanský můstek, na kterém lyžaři skákali až 60 metrů. Před druhou světovou válkou byl dějištěm mnoha domácích i mezinárodních soutěží a po mnoha přestavbách sloužil skokanům až do roku 1955.

## Chatka u můstku
Hostům, návštěvníkům i sportovcům sloužila malá Guhrova chatka, která byla u můstku postavena v roce 1926. Chatka sloužila v letech 1926–1929 a pak po přestavbě 1930–1965. První shořela a druhá, po demolici můstku o několik let později již nepotřebná, byla zbourána.